# Langqi
Langqi (kinesiska: 琅岐) är en köping i sydöstra Kina. Den ligger i stadsdistriktet Mawei i provinshuvudstaden Fuzhou i provinsen Fujian,   omkring 27 kilometer öster om centrala Fuzhou. Antalet invånare är 68 889. Befolkningen består av 34 770 kvinnor och 34 119 män. Barn under 15 år utgör 10,0 %, vuxna 15-64 år 81 %, och äldre över 65 år 8,0 %.